# 39558 Кішін
39558 Кішін (39558 Kishine) — астероїд головного поясу, відкритий 24 травня 1992 року.
Тіссеранів параметр щодо Юпітера — 3,627.